# Comuna de Pozezdrze
Pozezdrze (polaco: Gmina Pozezdrze) é uma gminy (comuna) na Polónia, na voivodia de Vármia-Masúria e no condado de Węgorzewski. A sede do condado é a cidade de Pozezdrze.
De acordo com os censos de 2004, a comuna tem 3575 habitantes, com uma densidade 20,2 hab/km².

## Área
Estende-se por uma área de 177,3 km², incluindo:
- área agricola: 48%
- área florestal: 27%

## Demografia
Dados de 30 de Junho 2004:
|                      | Total   | Total | Mulheres | Mulheres | Homens  | Homens |
| -------------------- | ------- | ----- | -------- | -------- | ------- | ------ |
|                      | pessoas | %     | pessoas  | %        | pessoas | %      |
| População            | 3575    | 100   | 1797     | 50,3     | 1778    | 49,7   |
| Densidade (pop./km²) | 20,2    | 100   | 10,1     | 10,1     | 10      | 10     |

De acordo com dados de 2002, o rendimento médio per capita ascendia a 1610,87 zł.

## Subdivisões
- Gębałka, Harsz, Jakunówko, Kolonia Pozezdrze, Krzywińskie, Kuty, Pieczarki, Piłaki Wielkie, Pozezdrze,  Przerwanki, Przytuły, Radziszewo, Stręgielek, Wyłudy.

## Comunas vizinhas
- Banie Mazurskie, Budry, Giżycko, Kruklanki, Węgorzewo